# Cleveland Internationals
Cleveland Internationals is een Amerikaanse voetbalclub uit Cleveland, Ohio. De club werd opgericht in 2004 en speelt in de USL Premier Development League, de Amerikaanse vierde klasse.

## Seizoen per seizoen
| Jaar | Divisie | League  | Regulier Seizoen | Playoffs                | Open Cup            |
| ---- | ------- | ------- | ---------------- | ----------------------- | ------------------- |
| 2004 | 4       | USL PDL | 7de, Great Lakes | Niet gekwalificeerd     | Niet gekwalificeerd |
| 2005 | 4       | USL PDL | 7de, Great Lakes | Niet gekwalificeerd     | Niet gekwalificeerd |
| 2006 | 4       | USL PDL | 7de, Great Lakes | Niet gekwalificeerd     | Niet gekwalificeerd |
| 2007 | 4       | USL PDL | 6de, Great Lakes | Niet gekwalificeerd     | Niet gekwalificeerd |
| 2008 | 4       | USL PDL | 2de, Great Lakes | Conference halve finale | Niet gekwalificeerd |
| 2009 | 4       | USL PDL | 6de, Great Lakes | Niet gekwalificeerd     | Niet gekwalificeerd |